# El Puiggrau
El Puiggrau és una muntanya de 106 metres que es troba al municipi de Vilafant, a la comarca catalana de l'Alt Empordà.
Al cim podem trobar-hi un vèrtex geodèsic (referència 307084017).